# 73637 Guneus
73637 Guneus è un asteroide troiano di Giove del campo greco. Scoperto nel 1973, presenta un'orbita caratterizzata da un semiasse maggiore pari a 5,1764869 UA e da un'eccentricità di 0,1839867, inclinata di 12,02339° rispetto all'eclittica.
L'asteroide è dedicato al capitaneo acheo Guneo.